# Park Narodowy Aurora Memorial
Park Narodowy Aurora Memorial – park narodowy położony na Filipinach, w regionie Luzon Środkowy, w prowincjach Aurora oraz Nueva Ecija, na wyspie Luzon. Zajmuje powierzchnię 5676 ha.
Park został założony w 1937 roku. Głównymi ekosystemami w parku są nizinne lasy deszczowe oraz górskie lasy i zarośla. Występują tu także obszary użytków rolnych (w tym pola ryżowe) oraz małe osiedla wiejskie. Położony jest na wysokości od 200 do 1000 m n.p.m.

## Położenie
Położony jest w Sierra Madre – paśmie górskim rozciągającym się wzdłuż wschodniego wybrzeża północnej i środkowej części wyspy Luzon.

## Flora i fauna
Obfituje w dużą różnorodność flory i fauny. Można w nim spotkać 19 gatunków płazów, 30 gatunków gadów (jaszczurek, węży i żółwi), a także ptaki takie jak małpożer, Rhyacornis bicolor, kaczka filipińska, wojownik filipiński, Ptilinopus marchei, Ducula carola, Prioniturus luconensis, Pitta kochi, sęp, sokół, czy jastrząb.

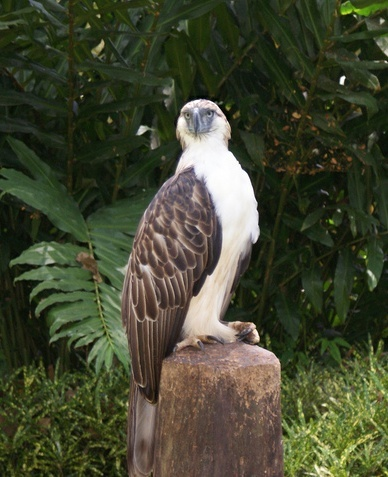
Małpożer
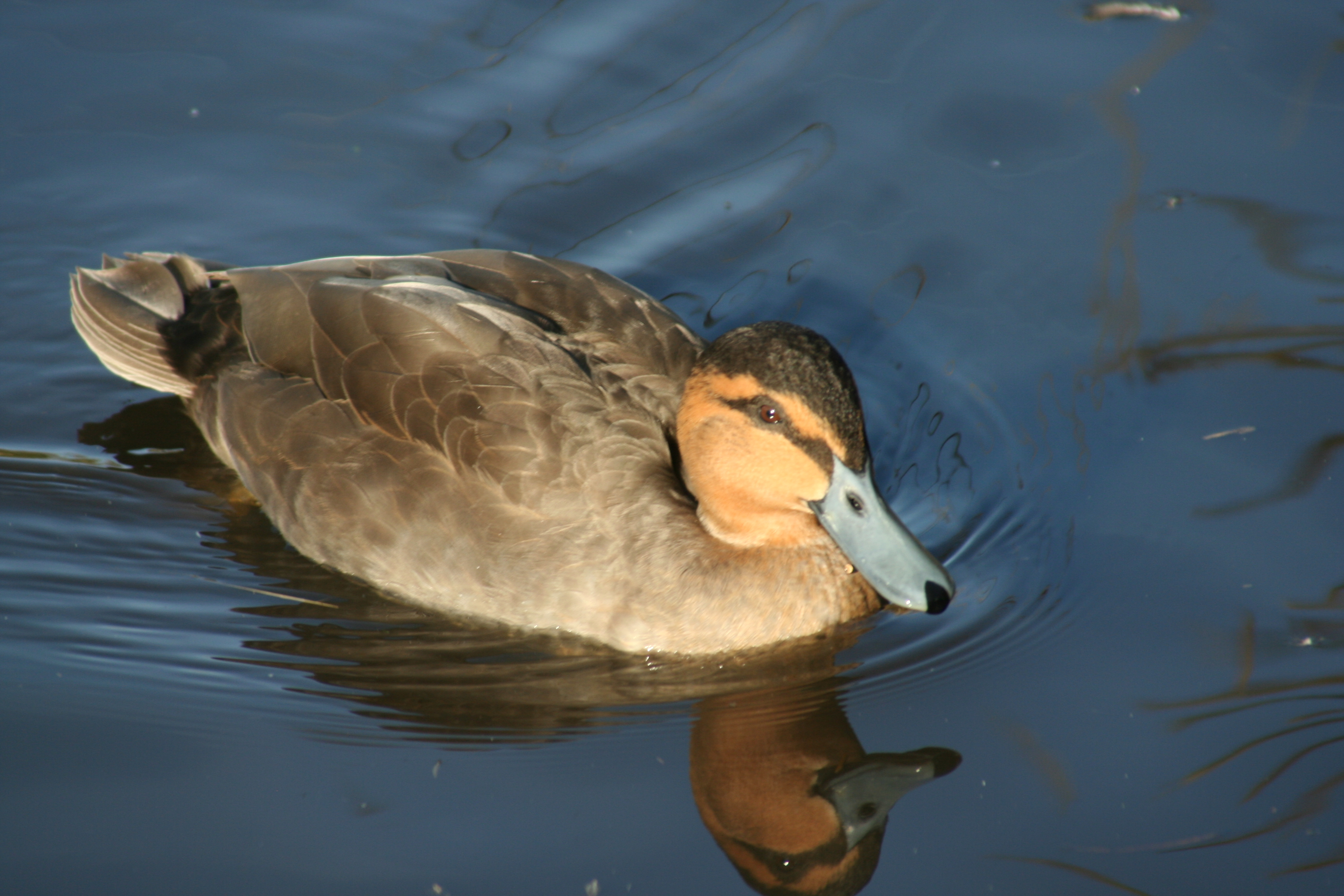
Kaczka filipińska
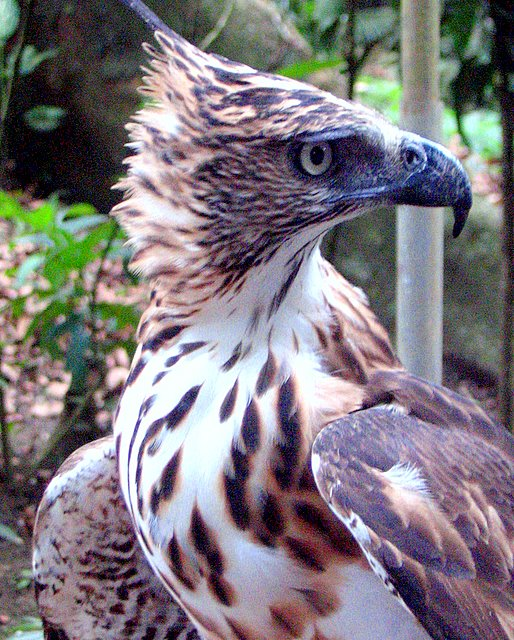
Wojownik filipiński

## Klimat
Temperatura w parku waha się od 22 °C do 31,8 °C. Roczna suma opadów wynosi 1950 mm.

## Turystyka
Do parku można wejść tylko z przewodnikiem, dodatkowo potrzebne jest pozwolenie, aby chodzić po górskich szczytach.
Głównymi motywami wycieczek do tego parku są obserwacja ptaków, backpacking, wspinaczka górska, kolarstwo górskie, sporty wodne i kajakarstwo.